# Grivići
Grivići är en förstörd befolkad plats i Bosnien och Hercegovina.   Den ligger i entiteten Federationen Bosnien och Hercegovina, i den centrala delen av landet, 14 km väster om huvudstaden Sarajevo. Grivići ligger 596 meter över havet och antalet invånare är 819.
Terrängen runt Grivići är kuperad åt nordväst, men åt sydost är den bergig.Runt Grivići är det ganska tätbefolkat, med 93 invånare per kvadratkilometer.. Närmaste större samhälle är Sarajevo, 14,4 km öster om Grivići. 
I omgivningarna runt Grivići växer i huvudsak blandskog.